# جونیپر (کالیفرنیا)
جونیپر (به انگلیسی: Juniper) یک منطقهٔ مسکونی در ایالات متحده آمریکا است که در شهرستان مودوک، کالیفرنیا واقع شده‌است. جونیپر ۱٬۳۲۷ متر بالاتر از سطح دریا واقع شده‌است.